# مدرسة تبريز الثانية للرسم

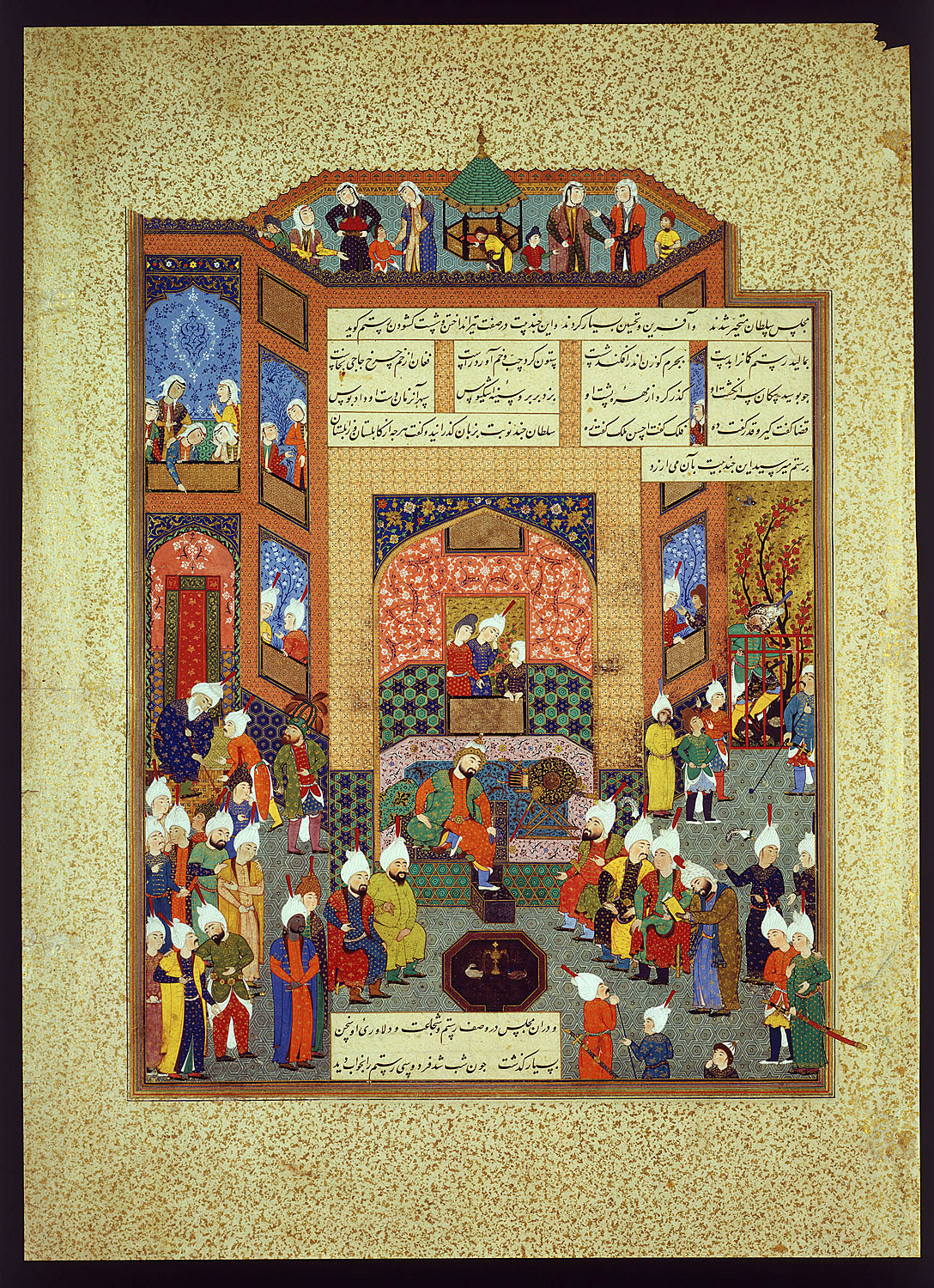
صفحة من الشاهنامه الطهماسبية

مدرسة تبريز الثانية للرسم هي فترة من الرسم الإيراني خلال العصر الصفوي في تبريز. عند تولي الشاه إسماعيل السلطة، أسس الحكومة الصفوية وجعل تبريز مركزًا لحكومته، جامعًا العديد من الفنانين المحليين والحرفيين الآخرين من جميع أنحاء البلاد. وبهذه الطريقة، أصبحت تبريز المركز الثقافي للبلاد لإنتاج الأعمال الفنية. وفي عهد شاه طهماسب، بلغت هذه المدرسة ذروتها، حيث أُنتجت أعمال مثل خمسة نظامي الطهماسبية والشاهنامه الطهماسبية. ومن أبرز فناني هذه الفترة كمال الدين بهزاد وأحمد بن شمس الدين محمد التبريزي.

## الخلفية
في عام 916 هـ، أطاح الشاه إسماعيل بالسلالة الشيبانية وأنشأ الدولة الصفوية. نقل العاصمة من هرات إلى تبريز، ودعا الفنانين والحرفيين من جميع أنحاء البلاد. حققت إيران الوحدة والتكامل والعظمة في عهد الملوك الصفويين. وقد دعا الشاه إسماعيل الصفوي الأستاذ كمال الدين بهزاد، الذي تلقى تعليمه في العصر التيموري، إلى تبريز، وعيّنه لقيادة مجموعة من الرسامين والخطاطين والملونين ومجلدي الكتب، وغيرهم. أنشأت هذه السياسات مدرسة تبريز للثقافة والفنون.
نشأ هذا الأسلوب الجديد من الجمع بين تقليد الرسم في مدرسة تبريز الأول للرسم خلال العصر المغولي (الإلخاني)، ومدرسة هرات، وأسلوب بهزاد الشخصي.

## التاريخ
بعد هزيمة الآق قويونلو عام 906 هـ، اختار الشاه إسماعيل تبريز عاصمةً له. ووُضعت مكتبة الآق قويونلو الملكية تحت تصرفه، والتحق الفنانون العاملون فيها بخدمته.
أجبرهم الشاه إسماعيل على مواصلة العمل الفني الذي كانوا يقومون به. وكان من أبرز فناني مدرسة تركمان تبريز أحمد بن شمس الدين محمد التبريزي، الذي انضم إلى خدمة الشاه إسماعيل، وأصبح منذ ذلك الحين أحد الركائز القوية لمدرسة تبريز حديثة التأسيس في العصر الصفوي.
غزا شاه إسماعيل هرات واستولى عليها عام 916 هـ، وارثًا تقاليد وإنجازات مدرسة هرات للرسم العريقة في العصر التيموري. ويُقال إنه نقل بعضًا من الأعمال الرائعة والكتب القيّمة من مدرسة هرات إلى تبريز.
ثم عيّن الشاه إسماعيل ابنه طهماسب ميرزا البالغ من العمر عامين حاكمًا على هرات، إلى جانب أحد أمراء القزلباش. ثم علّم طهماسب ابنه البالغ من العمر عامين، طهماسب ميرزا، الرسم والخط في هرات تحت إشراف أساتذة بارزين. وبعد أن أمضى ثماني سنوات في هرات، عاد إلى تبريز وتولى العرش في عام 930 هـ. ويبدو أنه أحضر معه عددًا من الفنانين من مدرسة هرات، بمن فيهم كمال الدين بهزاد. وفي عام 928 هـ، أصدر الشاه إسماعيل مرسومًا بتعيين كاتب مكتبة باسم بهزاد وجعله رئيسًا للمكتبة الملكية.
كان شاه طهماسب مولعًا بالرسم والخط، وقد دعم هذه الفنون بعد توليه الحكم، ووظّف العديد من الفنانين من مدارس هرات والتركمان في مشاريع رائعة لتجهيز الكتب، وهكذا ظهرت أعمال مدرسة تبريز في العصر الصفوي. وقد وصلت مدرسة تبريز، وهي تُعد الآن إحدى المدارس المرموقة في الرسم الإيراني، إلى شكلها النهائي وأنتجت أعمالًا رائعة مثل الشاهنامه لشاه طهماسب وخمسة نظامي شاهي.
بعد تولّي الشاه إسماعيل الحكم، اجتمع الفنانون في تبريز وشرعوا بالعمل في المكتبة الملكية التي كان يرأسها بهزاد. وكان قاسم علي، وشيخ زاده، وميرك، الذين قدموا مع بهزاد من هرات إلى تبريز، من مؤسّسي أسلوب فنيّ جديد اعتمد على مدرسة بهزاد وتلاميذه. وقد أثّر بهزاد تأثيرًا بالغًا في الفنانين الذين جاؤوا بعده، حتى إنّ كثيرًا من فنّاني محترفه كانوا يقدّمون أعمالهم باسمه وتوقيعه. أما الشاه طهماسب، فقد بدأ منذ طفولته بتعلّم الخط والرسم، حتى بلغ بالكمال في دقة القلم وأناقة التصميم. وفي شبابه جمع حوله أشهر الأساتذة والفنانين، لكنه في أواخر عمره قلّ اهتمامه بهم، حتى إنّ عددًا كبيرًا منهم انتقلوا إلى بلاط إبراهيم ميرزا في مشهد، وهناك أسّسوا أسلوبًا فنيًا جديدًا ومختلفًا.

## الصفات
من السمات البارزة في لوحات مدرسة تبريز خلال العهد الصفوي وجود علامة أو شكل يشبه قضيبًا صغيرًا أحمر يُرسم على العمائم. وكانت هذه العلامة، إلى جانب العمائم ذات الإثني عشر طية، من رموز الشيعة الاثني عشرية الذين كانوا من أتباع الشيخ صفي الدين الأردبيلي. وقد شاع استخدام هذه الرموز في بدايات العصر الصفوي، لكنها اختفت من التصاوير بعد وفاة الشاه طهماسب.
رسّامو مدرسة تبريز حطّموا السطح المسطّح التقليدي في الرسم، وابتكروا تراكيب ذات مستويات متعددة. كان كلّ شيء ينبض بالحركة والحيوية، وكانت الألوان زاهية وجذّابة، تُضفي الأجواء والانفعالات المطلوبة على المشهد.

## أهم الأعمال
ومن الأعمال الشهيرة في هذه الفترة كتاب الشاهنامه لشاه طهماسب، الذي يحتوي على مائتين وثمانية وخمسين رسمًا على طراز مدرسة تبريز من أعمال السلطان محمد، وميرق النقاش، ومير سيد علي، وغيرهم، والتي تم تنفيذها في تبريز في عهد بهزاد وبعده.

## طالع أيضًا
- منمنمة إيرانية
- مدرسة تبريز الأولى
- مدرسة أصفهان

## الحاشية السفلية
1. 1 2 3  طاووسی، ابوالفضل. کارگاه نگارگری. تهران. ناشر شرکت چاپ ونشر کتاب‌هایدرسی ایران، ۱۳۹۰. صفحه ۲۵ تا ۲۷
2. ↑  "آشنایی با مکتب قزوین، همشهری‌آنلاین، کد مطلب: ۱۴۰۱۳۷ - زمان انتشار: سه‌شنبه ۲۱ تیر ۱۳۹۰–۰۸:۵۹:۱۴". {{استشهاد ويب}}: الوسيط |مسار= غير موجود أو فارع (مساعدة)، تجاهل المحلل الوسيط |بازبینی= لأنه غير معروف (مساعدة)، تجاهل المحلل الوسيط |تاریخ بایگانی= لأنه غير معروف (مساعدة)، تجاهل المحلل الوسيط |نشانی= لأنه غير معروف (مساعدة)، وتجاهل المحلل الوسيط |پیوند بایگانی= لأنه غير معروف (مساعدة)